# ベクトン・ディッキンソン
ベクトン・ディッキンソン アンド カンパニー（Becton, Dickinson and Company: 以下BD）は、医療機器、体外診断用医薬品、試薬その他ヘルスケア関連製品を取り扱う医療技術のグローバルカンパニー。

## 概要
1897年、Maxwell BectonとFairleigh S. Dickinsonによって設立された。アメリカ合衆国ニュージャージー州フランクリンレイクスに統合本社を置く。2013年現在、世界50カ国以上に支社をもち、およそ30,000人の従業員を抱える。
事業の対象となる顧客は、医療施設関係者、生命科学関係の研究者、臨床検査室、製薬企業、一般人など。「あらゆる人々の健康な暮らしを応援します」という理念を掲げる。
事業分野は３つのセグメントから成る。BD メディカル、BD ダイアグノスティックス、BD バイオサイエンス。BDはFortune 500で、2009年347位、2010年312位に選ばれた。

## 日本での事業活動
1971年、ベクトン・ディッキンソン ファーイースト インコーポレイテッドとして創立。1985年に法人化され日本ベクトン・ディッキンソン株式会社となる。本社は東京都港区赤坂4-15-1赤坂ガーデンシティ。6つの事業部をもつ。
1987年に、福島県福島市に工場を設立。設立当初は細菌検査用生培地を製造。2000年より、プレフィル用シリンジの製造も開始した。

## 主な製品
- バイオサイエンス事業部: ライフサイエンス分野における基礎研究・臨床研究関連製品
  - フローサイトメーター
  - 試薬・抗体
  - ペプトン・細胞培養用培地・培地添加剤
- ダイアグノスティックシステム事業部: 微生物検査・迅速検査・細胞診検査関連製品
  - 血液培養自動分析装置
  - 細菌検査用生培地
  - 核酸増幅検査システム
  - 迅速検査キット
  - 抗酸菌検査
  - 微生物感受性分析
  - 子宮頸がん液状処理細胞診システム
- プレアナリティカル事業部: 検体採取関連製品
  - 採血管
  - 採血針・ホルダー・ルアーアダプター・血液分注器具
  - 翼状針
  - 動脈採血キット・微量採血用穿刺器具
- メディカルシステム事業部: 輸液関連製品
  - 針刺し損傷防止機構付き静脈留置カテーテル
  - 閉鎖式輸液システム
  - クローズドIVカテーテルシステム
  - 閉鎖式薬物移送システム
- ダイアベティーズケア事業部: インスリン注射用ペン型注入器用インスリン注射針など
  - ペン型注入器用注射針
  - 針刺し損傷防止機構付きペン型注入器用注射針
- ファーマシューティカル事業部：ワクチンやリウマチ薬などに用いられるプレフィル用シリンジなど
  - プレフィル用シリンジ

## 社会的責任
- 人道的活動

BDは非営利団体に対しての支援を積極的に行っています。UNICEF, American Red Cross, President's Emergency Plan for AIDS Relief|U.S. President’s Emergency Plan for AIDS Relief, Stop TB Partnership, Global Business Coalition on Health (GBCHealth),, Americares, International AIDS Vaccine Initiative, Foundation for Innovative New Diagnostics, Juvenile Diabetes Research Foundation, Project HOPE (USA)|Project Hope, Direct Relief International, Accordia Global Health Foundation, コロンビア大学, バージニア大学,キャンサーネットジャパン、ストップ結核パートナーシップ
- 環境

As of February 2010, BD was ranked 18th in the EPA Fortune 500 List of Green Power Purchasers. BD was also listed among the top 100 companies in Newsweek’s 2009 Green Rankings ranking of the 500 largest American corporations based on environmental performance, policies and reputation. BD placed third in the Healthcare sector and 83rd overall. In addition, BD has been a component of the Dow Jones Sustainability Index|Dow Jones Sustainability World Index and the Dow Jones Sustainability North America Index for the four and five consecutive years, respectively.